# Opsiphanes zelotes
Opsiphanes zelotes är en fjärilsart som beskrevs av William Chapman Hewitson 1873. Opsiphanes zelotes ingår i släktet Opsiphanes och familjen praktfjärilar. Inga underarter finns listade i Catalogue of Life.

## Bildgalleri

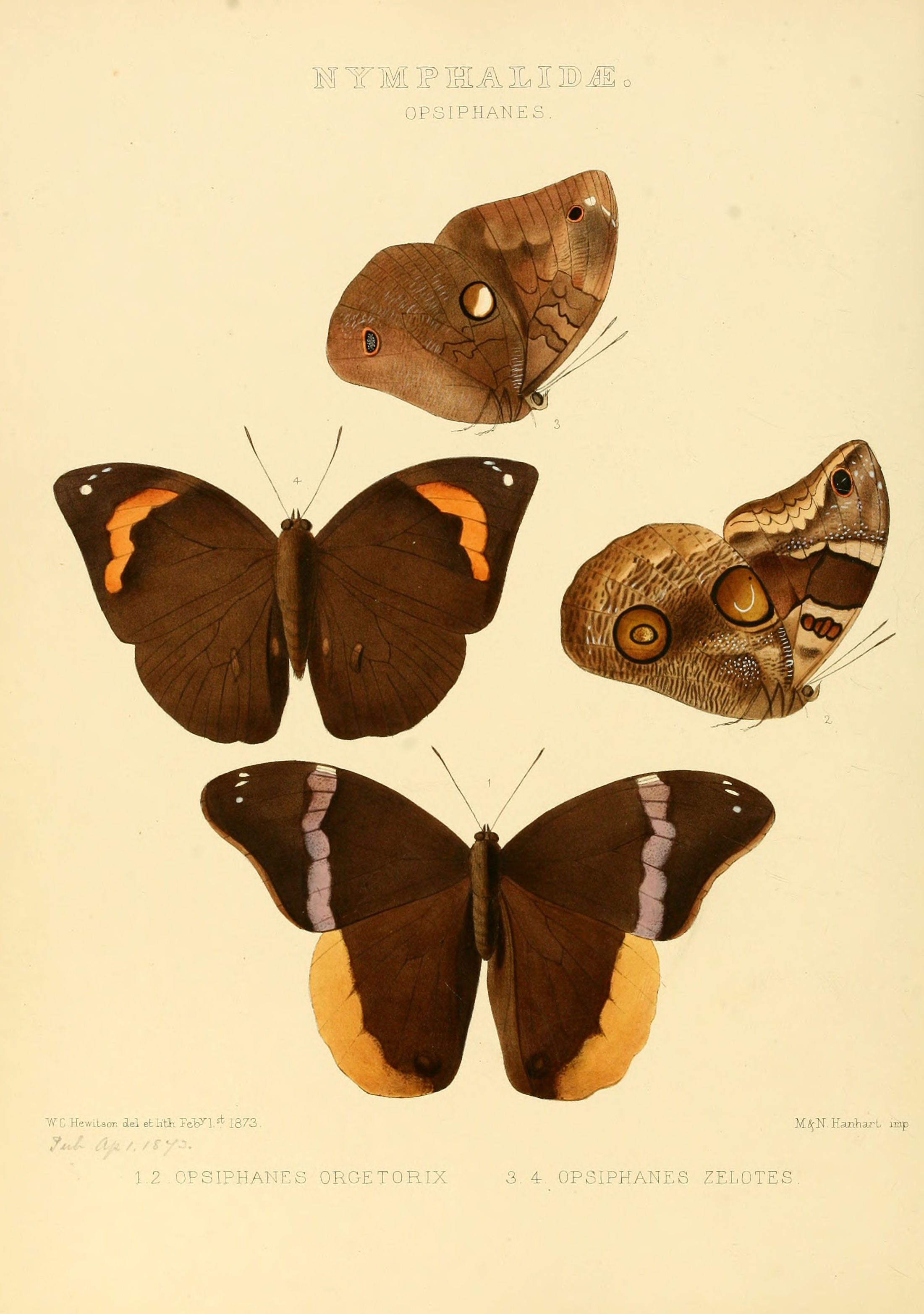